# Баташки Снежник
Баташки Снежник (до 29 юни 1942 г. Баташки карлък), с височина 2081,9 метра, е шестият по височина връх от планината Родопи и втори по височина, след връх Голяма Сюткя 2185 метра от дяла Баташка планина.
Баташки Снежник е най-високият връх в община Батак, както и най-голямата защитена местност в общината (1054 ха). 